# Quindici (Italia)
Quindici è un comune italiano di 1 760 abitanti della provincia di Avellino in Campania, situato nel Vallo di Lauro, una zona al confine con l'area nolana e l'agro nocerino sarnese.

## Storia
Quindici è un comune della provincia di Avellino che si trova alle pendici del Pizzo d'Alvano (1.133 m), nel Vallo di Lauro, una verde conca conosciuta sin dall’antichità per la fertilità del terreno, per la fauna e per le numerosi sorgenti d’acqua.
Il suo territorio fu abitato sin dalla preistoria mentre, in epoca storica, i primi popoli conosciuti che si insediarono in loco furono gli Ausoni, gli Opici, gli Osci, gli Etruschi, i Greci, i Sanniti ed infine i Romani, a cui si deve attribuire il suo stesso toponimo. I Romani, sconfiggendo i Sanniti nel 312 a.C., conquistarono l'area nolana e l'intero Vallo Lauretano e, per difendere questo vasto territorio, stanziarono proprio in questo agglomerato urbano un presidio militare.
Al tempo dei Romani, erano presenti nella zona ben “quindici” masserie, ovvero aziende agricole a conduzione familiare: i Romani, alla ricerca di un appellativo teso ad indicare tale area, cominciarono ad utilizzare l’espressione latina di ad quindecim praedia o ad quindecim villas.
Col tempo, la locuzione ha subito delle variazioni: fu abbreviato, per motivi di pronuncia, nel numerale Quindecim; sostantivato poi, nel gergo curialesco del XVI secolo, in Quindecium ed infine, italianizzato in Quindici.
Per la verità, molte sono le ipotesi per spiegare il toponimo di Quindici.
Alcuni storici sostenevano che Quindici fu così detto in quanto “quindicesimo” Casale del Vallo di Lauro: tale tesi non regge, secondo lo storico del luogo Domenico Amelia, in quanto i raggruppamenti etnici della zona sono attualmente sedici e anticamente ne erano molti di più.
Un’altra ipotesi è che Quindici fosse la “quindicesima stazione militare” verso il Sud: anche siffatta ipotesi è screditata in quanto le vie consolari erano ben distanti da Quindici.
Che il paese fosse stato chiamato Quindici per la presenza di quindici briganti amalfitani è solo, ed è risaputo, una “diceria borghese”, inventata quasi per voler giustificare le faide paesane.
Quindici ha conosciuto il suo massimo splendore nel periodo rinascimentale, periodo in cui furono costruite ben venti chiese.
Fu feudo degli Orsini, dei Sanseverino, dei Pignatelli e dei Lancellotti; prima dell’Unità d’Italia (1861) appartenne alla Terra di Lavoro e successivamente alla provincia di Avellino.
Il 5 maggio 1998 il comune fu colpito, insieme con i vicini centri di Sarno, Bracigliano e Siano, da un gravissimo fenomeno franoso, composto da colate rapide di fango, che interessò la metà del territorio comunale. L'evento provocò la distruzione di molte abitazioni e la morte di 137 persone nella sola Sarno.

### Simboli
Lo stemma e il gonfalone sono stati concessi con decreto del presidente della Repubblica del 12 marzo 1981.
Lo stemma consiste in due simboli astrali, il sole e la luna, in uno scudo ovale coronato da una corona ducale.
Il gonfalone è un drappo troncato di giallo e di azzurro.

## Società

### Evoluzione demografica
Abitanti censiti

## Amministrazione
| Periodo           | Periodo           | Primo cittadino                                             | Partito                         | Carica                    | Note |
| ----------------- | ----------------- | ----------------------------------------------------------- | ------------------------------- | ------------------------- | ---- |
| 14 aprile 1993    | 9 giugno 1996     | Raffaele Cannizzaro, Alberto Francini, Florinda Napolitano  |                                 | commissione straordinaria |      |
| 9 giugno 1996     | 16 aprile 2000    | Antonio Siniscalchi                                         | lista civica                    | sindaco                   |      |
| 16 aprile 2000    | 29 giugno 2002    | Antonio Siniscalchi                                         | lista civica                    | sindaco                   |      |
| 29 giugno 2002    | 4 aprile 2005     | Armando Amabile, Maria Antonietta Cava, Bartolomeo Galdenzi |                                 | commissione straordinaria |      |
| 4 aprile 2005     | 29 marzo 2010     | Liberato Santaniello                                        | lista civica di centro-sinistra | sindaco                   |      |
| 29 marzo 2010     | 28 gennaio 2015   | Liberato Santaniello                                        | lista civica                    | sindaco                   |      |
| 28 gennaio 2015   | 31 maggio 2015    | Armando Amabile                                             |                                 | commissario straordinario |      |
| 31 maggio 2015    | 21 settembre 2020 | Eduardo Rubinaccio                                          | lista civica Unione quindicese  | sindaco                   |      |
| 21 settembre 2020 | 27 marzo 2024     | Eduardo Rubinaccio                                          | lista civica Unione quindicese  | sindaco                   |      |

### Altre informazioni amministrative
Il comune fa parte della Comunità montana Partenio - Vallo di Lauro e dell'Unione dei comuni Antico Clanis.

## Sport
La principale squadra calcistica cittadina è il Boca 2015.